# NGC 4496B
NGC 4496B este o radiogalaxie situată în constelația Fecioara. A fost descoperită în  de către William Herschel.